# Lawrence Monoson
Lawrence Monoson (Yonkers (New York), 11 augustus 1964) is een Amerikaanse acteur.

## Carrière
Monoson begon om 1982 met acteren in de film The Last American Virgin. Hierna heeft hij nog meerdere rollen gespeeld in films en televisieseries zoals Beverly Hills, 90210 (1994), ER (1999-2000) en Sharing the Secret (2000).

## Filmografie

### Films
Uitgezonderd korte films.
- 2005 Guns Before Butter – als Charlie
- 2004 Starship Troopers 2: Hero of the Federation – als Pavlov Dill
- 2003 Marines – als Larby
- 2000 Sharing the Secret – als Phil Paige
- 1998 I Know What You Did – als Philly Ross
- 1996 Black Rose of Harlem – als Joey
- 1996 A Promise to Carolyn – als Randy Goodson
- 1995 A Woman of Independent Means – als Walter Burton
- 1994 Me and the King – als ??
- 1993 And the Band Played On – als Chip
- 1993 Love, Lies & Lullabies – als ??
- 1992 Final Judgement – als portier van kunstgalerie
- 1991 Payoff – als Victor Condon
- 1988 Dangerous Love – als Gabe
- 1987 Gaby: A True Story – als Fernando
- 1985 Mask – als Ben
- 1984 Friday the 13th: The Final Chapter – als Ted
- 1982 The Last American Virgin – als Gary

### Televisieseries
Uitgezonderd eenmalige gastrollen.
- 2004 The Division – als ?? – 2 afl.
- 2000 – 2001 Resurrection Blvd. – als Joey Manelli – 7 afl.
- 1999 – 2000 ER – als Dean Rollins – 4 afl.
- 1997 – 2000 Prince Street – als James Tasio – 6 afl.
- 1994 Beverly Hills, 90210 – als Jon Farrino – 3 afl.

- Biblioteca Nacional de España: XX877754
- Bibliothèque nationale de France: cb15864734p (data)
- International Standard Name Identifier: 0000 0001 1935 0690
- Library of Congress Control Number: no2005078911
- Virtual International Authority File: 59421844
- WorldCat: E39PBJxCB4gTWMDkVpHjywbDbd